# Alessandro Lattuada
Alessandro Lattuada (Gallarate, 17 ottobre 1913 – ...) è stato un calciatore e allenatore di calcio italiano, di ruolo centrocampista o attaccante.
È citato anche come Rino Lattuada.

## Carriera
Ala, giocò in Serie A con la maglia del Torino ed in Serie B con Vigevano e Gallaratese.

## Palmarès

### Giocatore

#### Competizioni nazionali
- Coppa Italia: 1

Torino: 1935-1936
- Serie C: 1

Vigevano: 1936-1937